# Dercetina tenuimarginata
Dercetina tenuimarginata es una especie de insecto coleóptero de la familia Chrysomelidae.
Fue descrita científicamente en 1896 por Martin Jacoby.